# Ретенбах (Округ Гинцбург)
Ретенбах (њем. Rettenbach) општина је у њемачкој савезној држави Баварска. Једно је од 34 општинска средишта округа Гинцбург. Према процјени из 2010. у општини је живјело 1.623 становника. Посједује регионалну шифру (AGS) 9774174.

## Географски и демографски подаци
Ретенбах се налази у савезној држави Баварска у округу Гинцбург. Општина се налази на надморској висини од 439–501 метра. Површина општине износи 12,8 km². У самом мјесту је, према процјени из 2010. године, живјело 1.623 становника. Просјечна густина становништва износи 127 становника/km².